# Bonne
Bonne è un comune francese di 2.760 abitanti situato nel dipartimento dell'Alta Savoia della regione dell'Alvernia-Rodano-Alpi.

## Geografia fisica
Bonne si trova a 8 km da Annemasse. È una città in fortissima crescita e il numero dei suoi abitanti è quasi raddoppiato in 20 anni.
In origine agricola, l'economia di Bonne è ormai sempre più legata al settore terziario francese, ma anche e soprattutto svizzero.
Infatti Ginevra dista circa 15 km e molti francesi attraversano ogni giorno la frontiera per lavorare nel terziario ginevrino.
Inversamente, numerosi svizzeri attraversano la frontiera per stabilirsi a Bonne, dove i prezzi del settore immobiliare sono molto più bassi che in Svizzera. Conseguenza, i prezzi dell'immobiliare sono raddoppiati o triplicati in meno di 10 anni.

## Storia

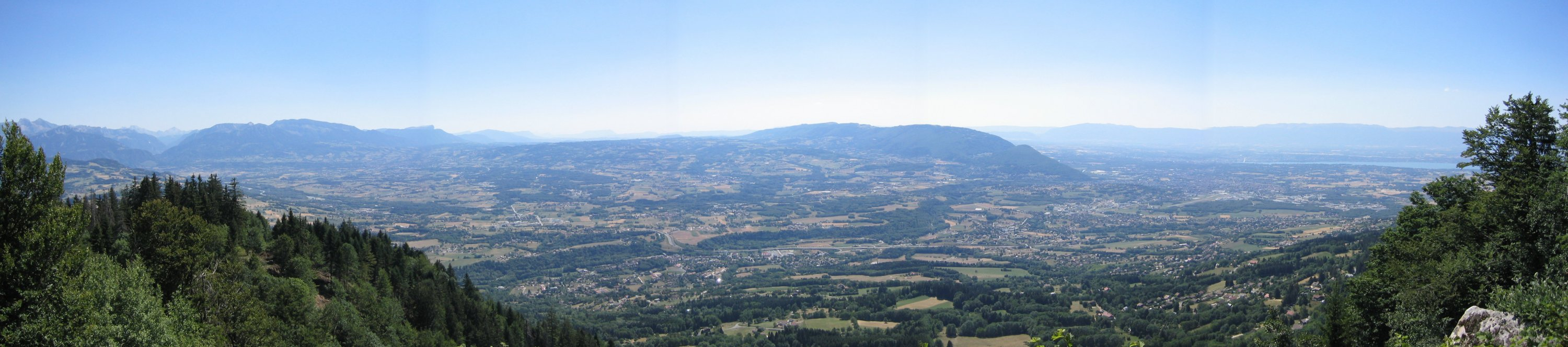
Veduta della regione

Grazie alla sua posizione geografica privilegiata, il comune di Bonne è sempre stato abitato, sin dalla preistoria.
Bisognerà però aspettare il 1246 per veder figurare il nome del comune su un atto notarile.
Durante il Medioevo, il villaggio si è sviluppato attorno a due poli: l'uno militare, Haute-Bonne, zona fortificata con la chiesa Saint-Nicolas fra le sue mura; l'altro polo è quello commerciale, Basse-Bonne, ai piedi delle fortificazioni, crocevia fra Ginevra e Annecy. Nel corso dell'epoca medioevale e per gran parte di quella moderna, il villaggio è stato al centro di aspri combattimenti fra le truppe savoiarde e quelle ginevrine, poi fra quelle savoiarde e quelle francesi. Nel 1860, la Savoia è diventata francese e, di conseguenza, anche Bonne.
Bonne fu anche chiamata, seppur anticamente, Bonne sur Menoge fino agli anni settanta, quando il villaggio si fuse con quello vicino di Loex.

## Monumenti e luoghi turistici
- Chiesa medievale Saint-Nicolas de Haute-Bonne
- Oratorio del Pralère (punto culminante del comune, a 1.303 m)
- Numerosi sentieri pedestri, ai piedi dei Voirons
- Centro equestre di La Charniaz
- La Menoge, fiume ricco in trote che scorre nella parte bassa del villaggio

## Società

### Evoluzione demografica
Abitanti censiti

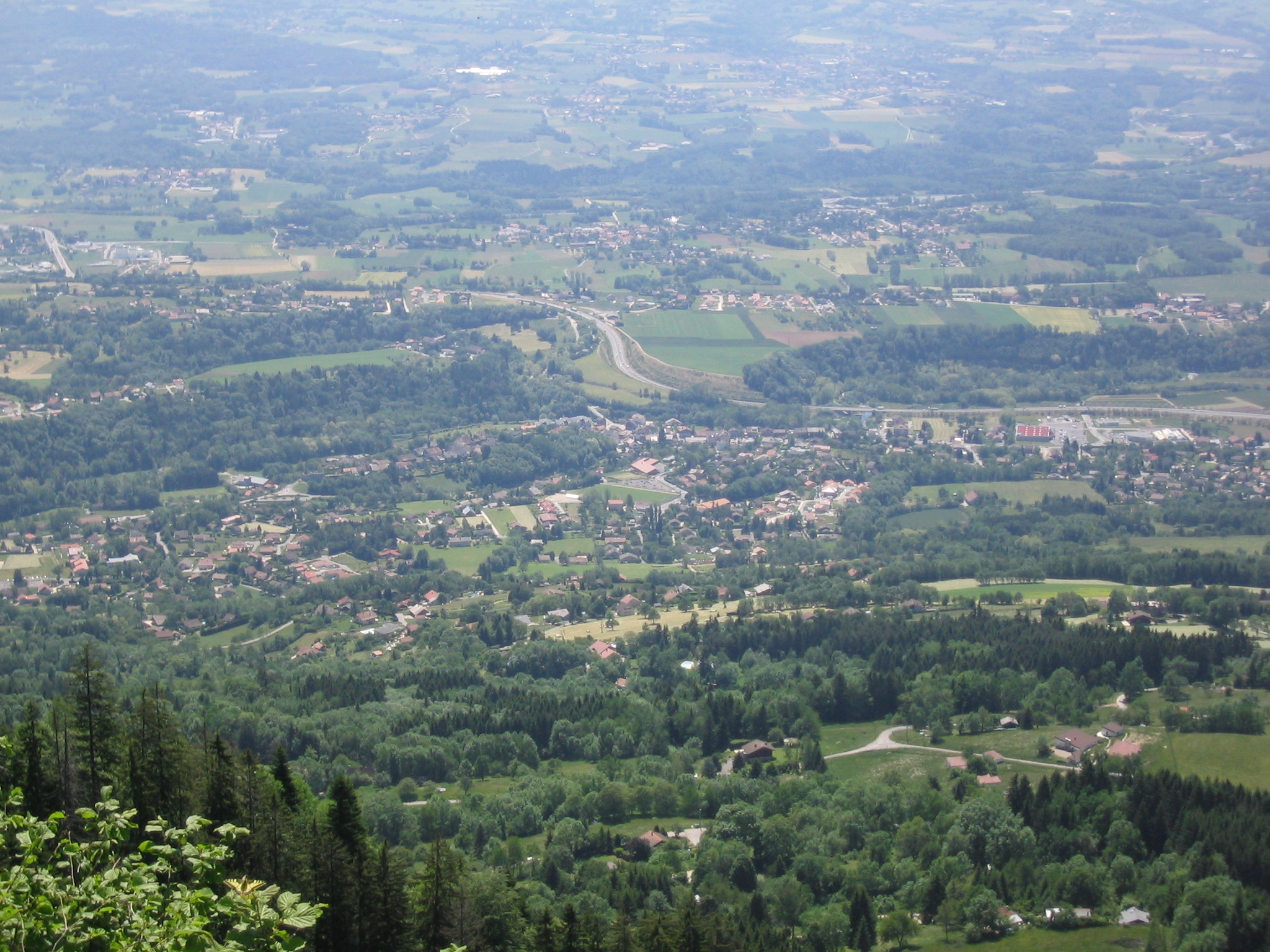
Veduta aerea di Bonne
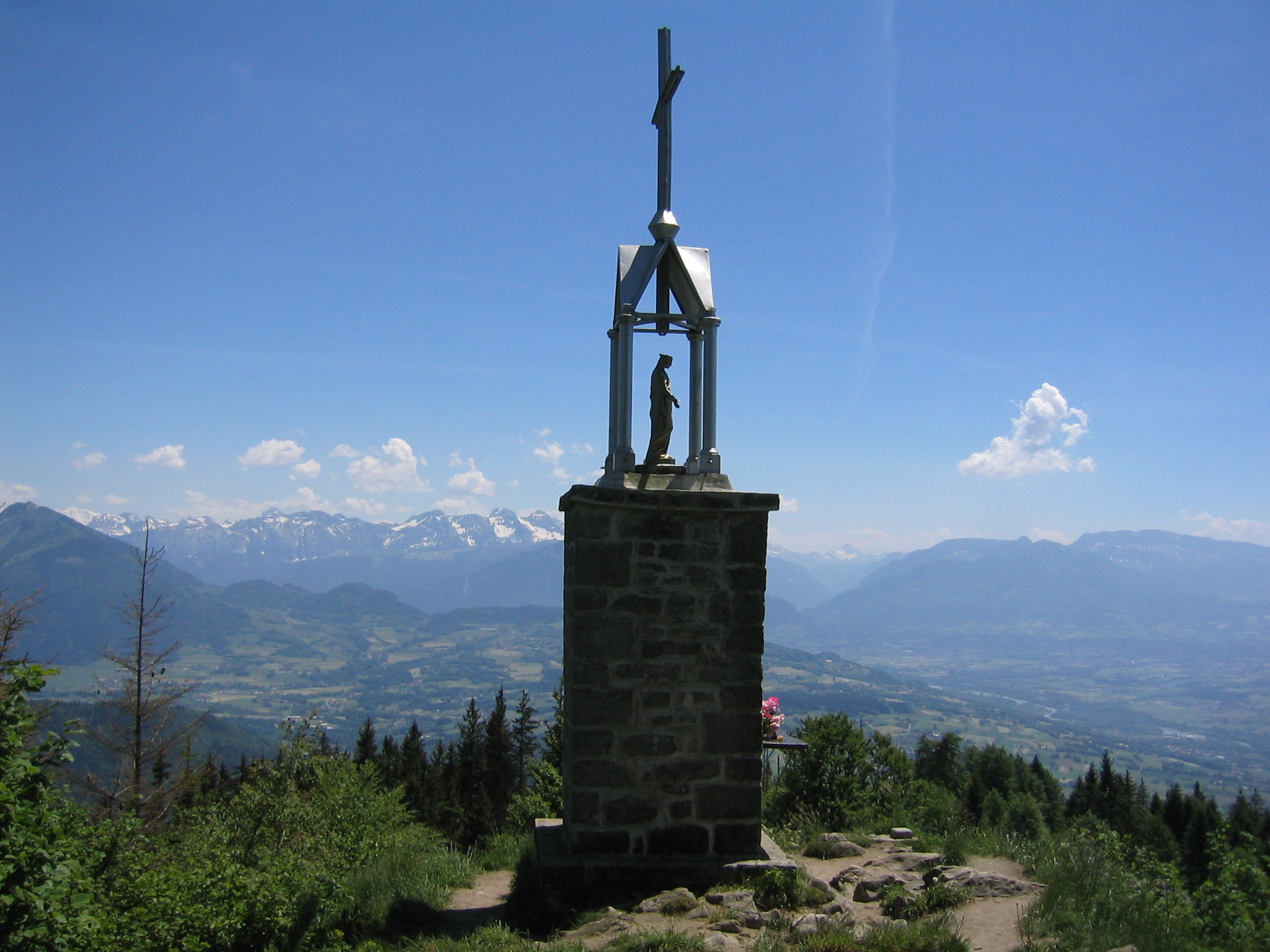
Notre-Dame du Pralère, all'Oratorio